# National Trust of Australia

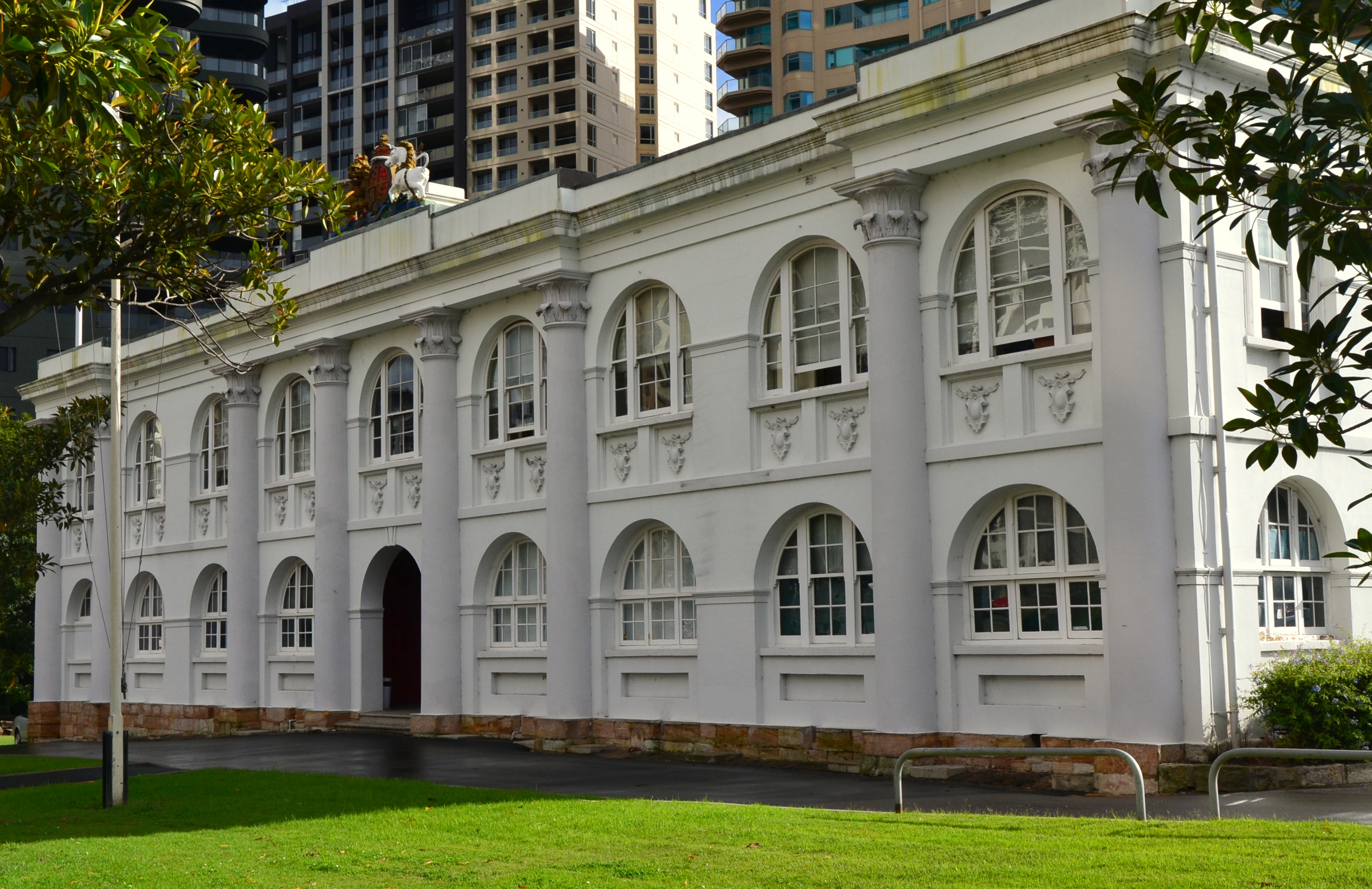
Das Verwaltungsgebäude des Australian National Trust in Sydney

Den National Trust of Australia, der offiziell Australian Council of National Trusts genannt wird, könnte man sinngemäß mit Australische Nationale Treuhandschaftsgesellschaft übersetzen. Es handelt sich um eine nicht staatliche Dachorganisation, die sich für den Denkmal-, Natur- und Kulturschutz, insbesondere des indigenen Erbes Australiens, einsetzt.
Die nationale Organisation betreut etwa 300 schützenswerte historische Bauwerke und beschäftigt dort etwa 7000 ehrenamtlich tätige Personen und weitere 350 Personen australienweit. Neben dieser nationalen Dachorganisation gibt es in jedem australischen Bundesstaat und Territory eigenständige, regionale National Trusts. Sie hat nach eigenen Angaben 80.000 Mitglieder.

## Entstehung
In den frühen 1940er Jahren war der Gedanke des Natur- und Denkmalschutzes in Sydney nicht weit verbreitet. Den damals engagierten Bürgern ging es darum historisch bedeutsame Bauwerke aus der viktorianischen Periode und australischen Kolonialzeit zu bewahren, die beispielsweise Parkplätzen weichen sollten oder es galt zu verhindern, dass Vorstadtsiedlungen niedergerissen wurden, um Straßen anzulegen. Dazu wurden Straßenproteste initiiert. Die Organisation entstand im Jahr 1945 aus einer Bewegung im australischen Bundesstaat in New South Wales, die von Annie Wyatt angeführt wurde. Diese zivile Bewegung setzte sich aus Bürgern zusammen, die sich gegen den um sich greifenden Rückbau von historischen Bauwerken und die Vernichtung wertvoller Naturräumen im Raum von Sydney wendete. 1965 wurde die Dachorganisation Australian Council of National Trust gegründet. Heute wird sie National Trust of Australia genannt und hat etwa 80.000 Mitglieder.
Nach der Entstehung der nationalen Organisation entstanden in den 1950er und 1960er Jahren derartige National Trusts in allen australischen Bundesstaaten, im Northern Territory und Capital Territory im Jahr 1976.
1977 gelang es die Belange das Natur- und Kulturschutzes politisch durchzusetzen und national in einem Gesetz zu verankern, dem Heritage Act 1977.

## Liste bedeutender Treuhänder Australiens
Der National Trust gab 1997 eine Liste der 100 bedeutendsten lebenden Persönlichkeiten Australiens heraus, genannt National Living Treasers. Darunter sind Kylie Minogue, Sängerin und Schauspielerin, Galarrwuy Yunupingu (Elder der Aborigines), Bob Brown, Politiker der Australian Greens, John Howard (früherer Premierminister von der Liberal Party of Australia), Peter Doherty, Nobelpreisträger für Medizin, Evonne Goolagong Cawley, (Sportlerin). Diese Liste wurde 2004 und 2012 erneuert.

## Geschützte Objekte (Auswahl)

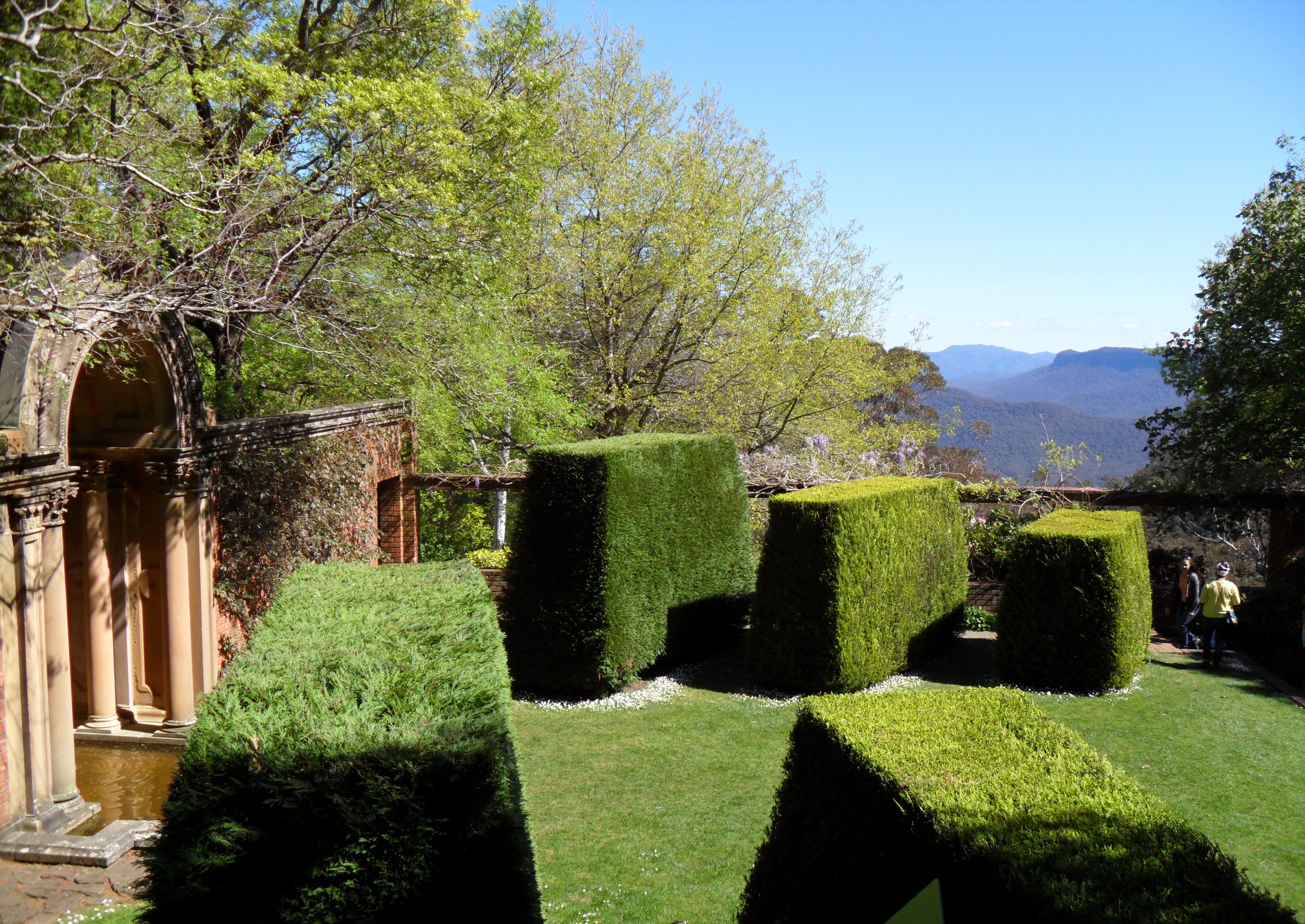
Everglades Garden in den Blue Mountains in New South Wales
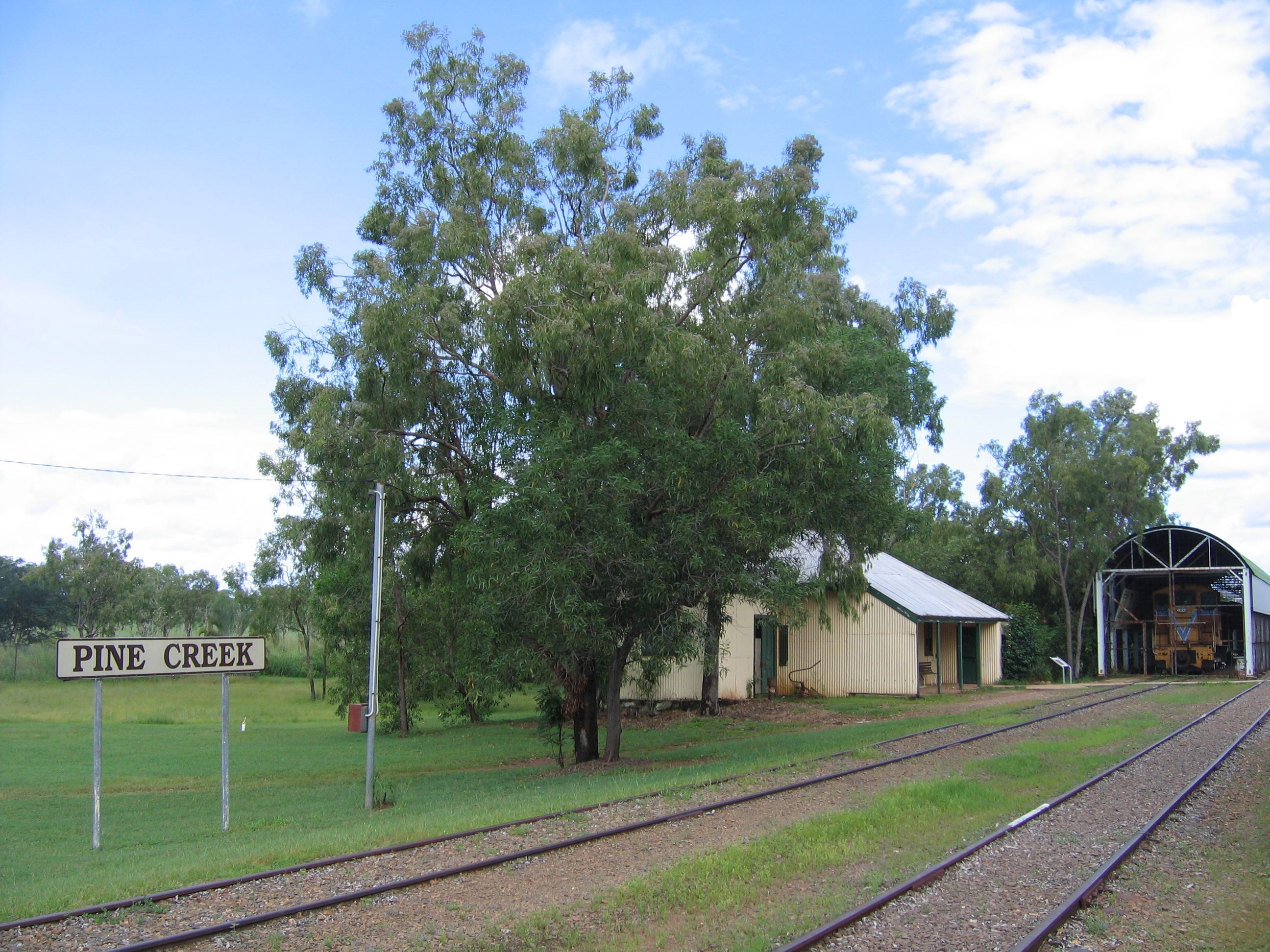
Bahnhof Pine Creek von 1898 im Northern Territory, etwa 250 km von Darwin entfernt
Der chinesische Hou Wang Tempel mit Museum von 1903 in Queensland in Atherton
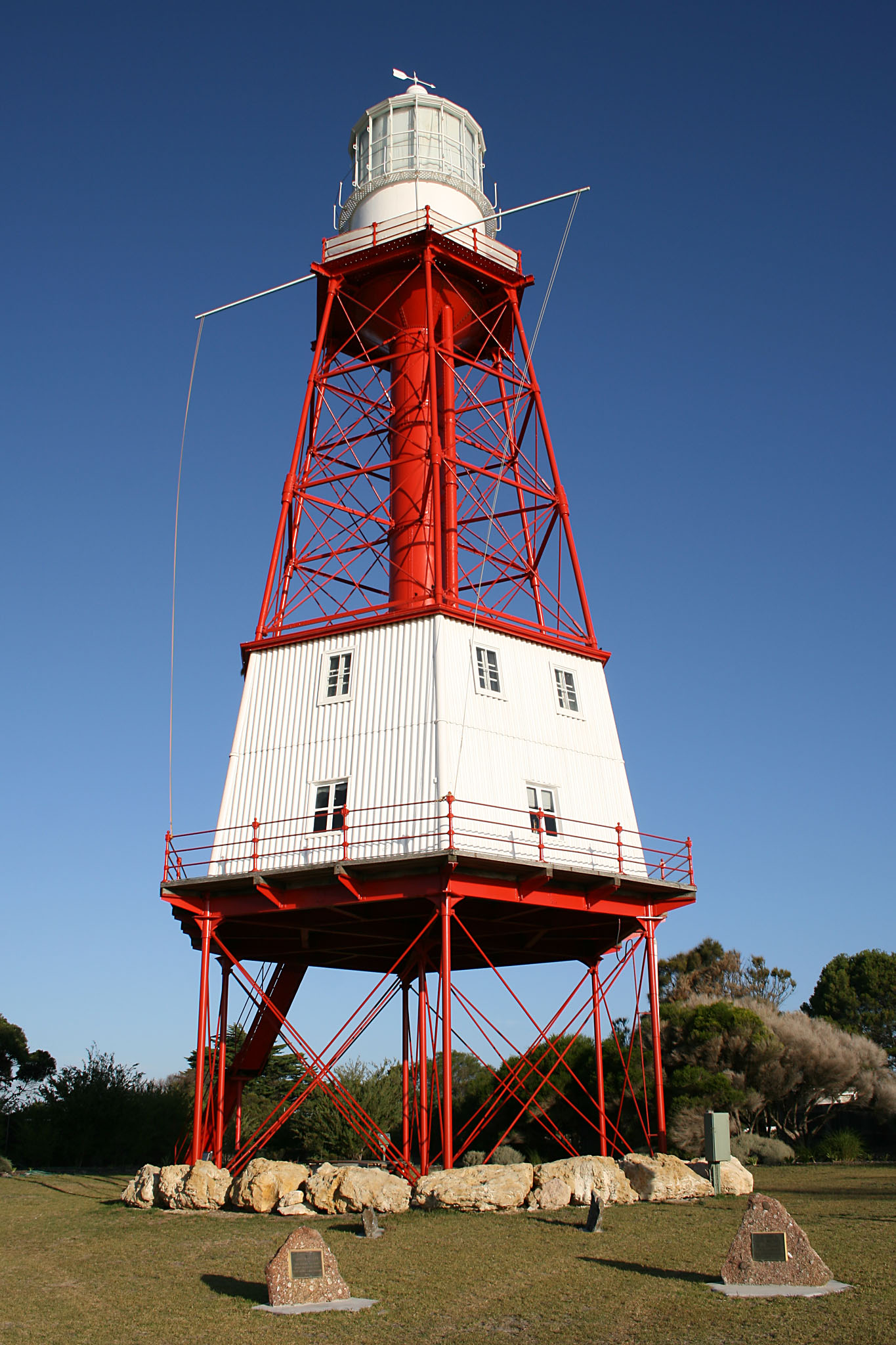
Leuchtturm auf Cape Jaffa von 1872 in South Australia
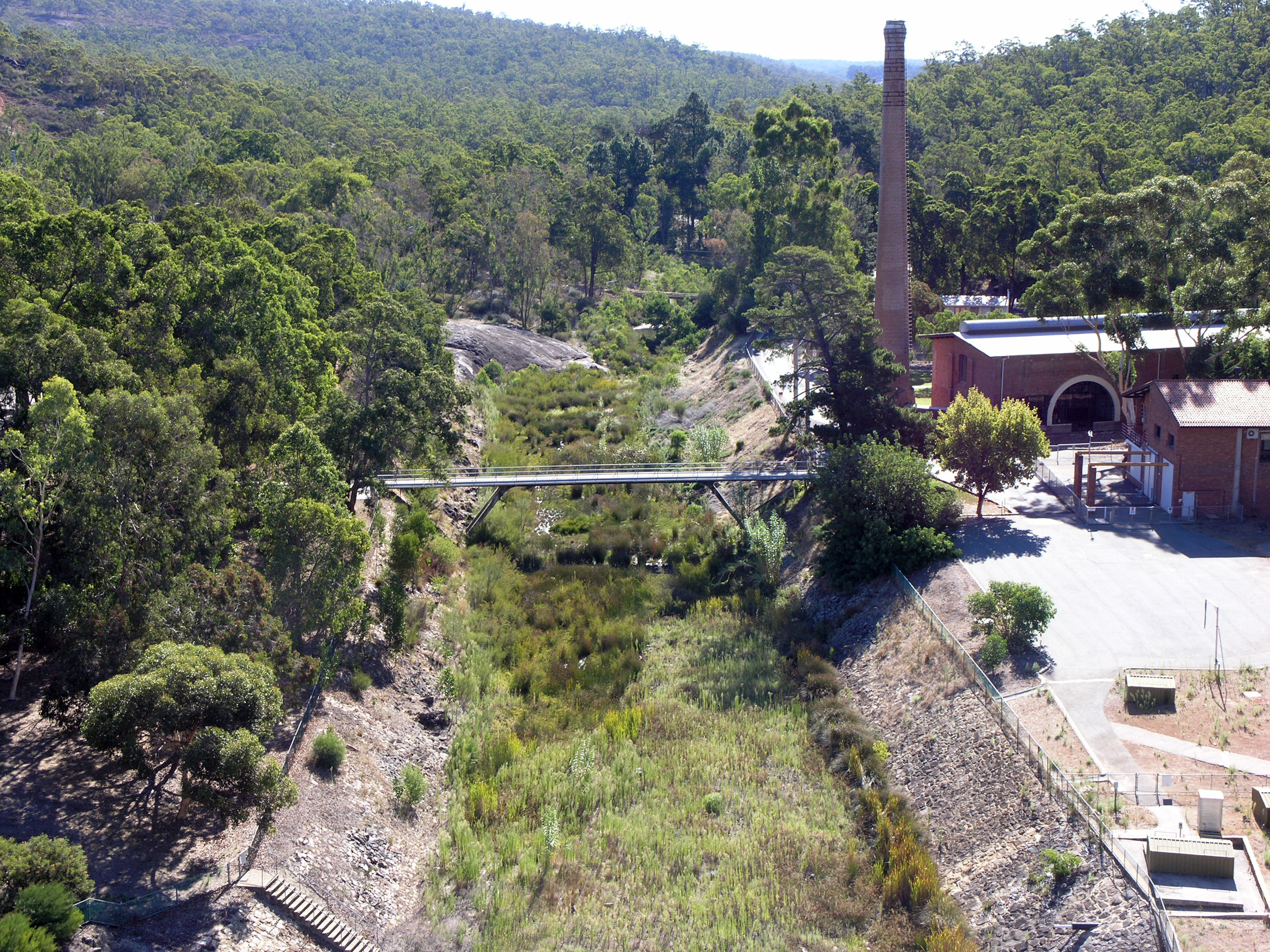
Pumpstation Mundaring Weir der Wasserleitung Golden Pipeline in Western Australia
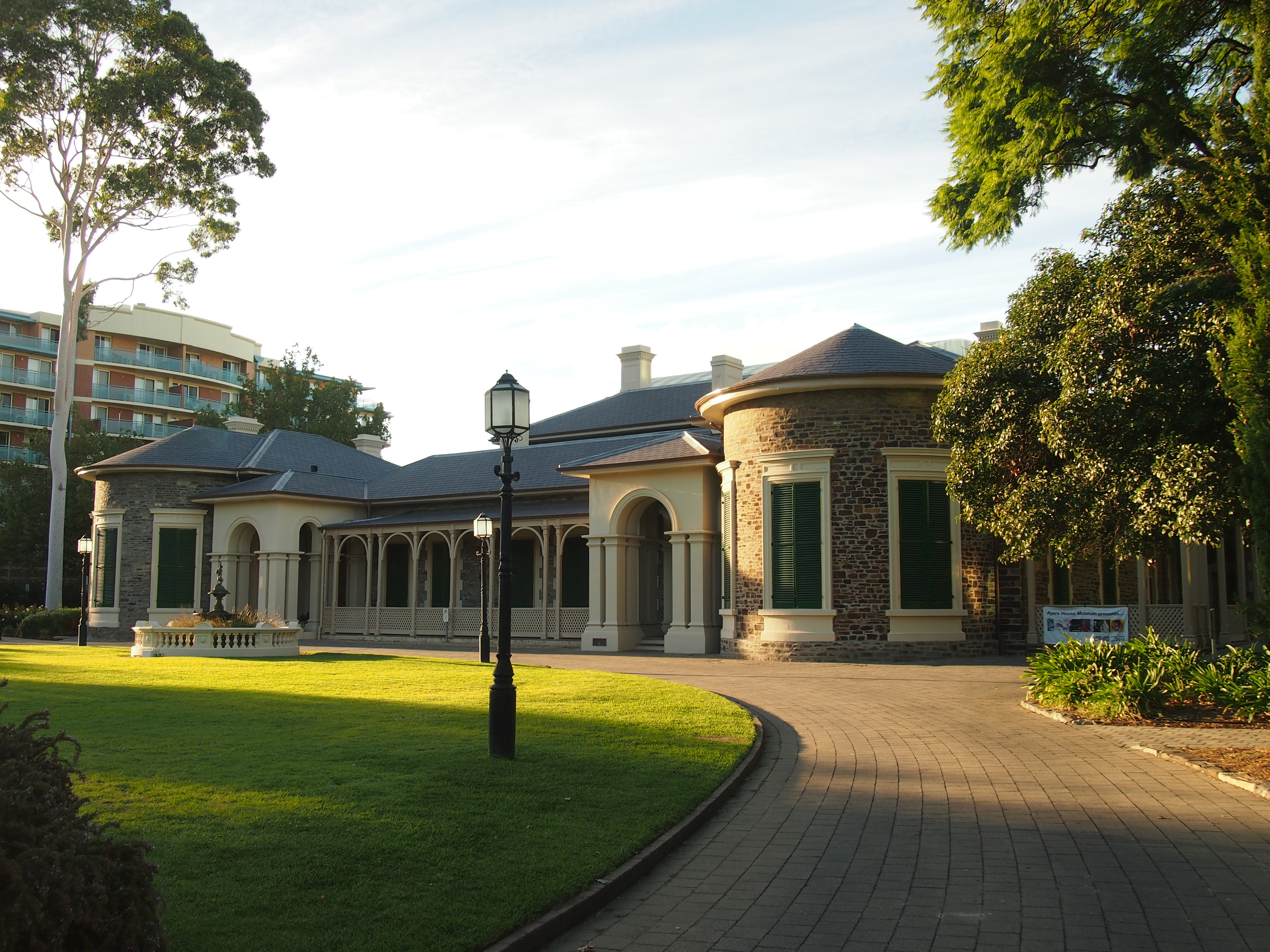
Das Ayers House in Adelaide, das 1855 vom damaligen Premierminister Henry Ayers in South Australia bezogen wurde. Nach ihm wurde der Ayers Rock benannt.

## Finanzierung
Die nationalen und dezentralen Organisationen finanzieren sich aus Mitgliedsbeiträgen, Spenden, Eintrittsgeldern und Artikelverkäufen, die in Bezug zu den obengenannten Aufgaben stehen. Sie geben auch zahlreiche Publikationen heraus.

## Bundesstaatliche Organisationen

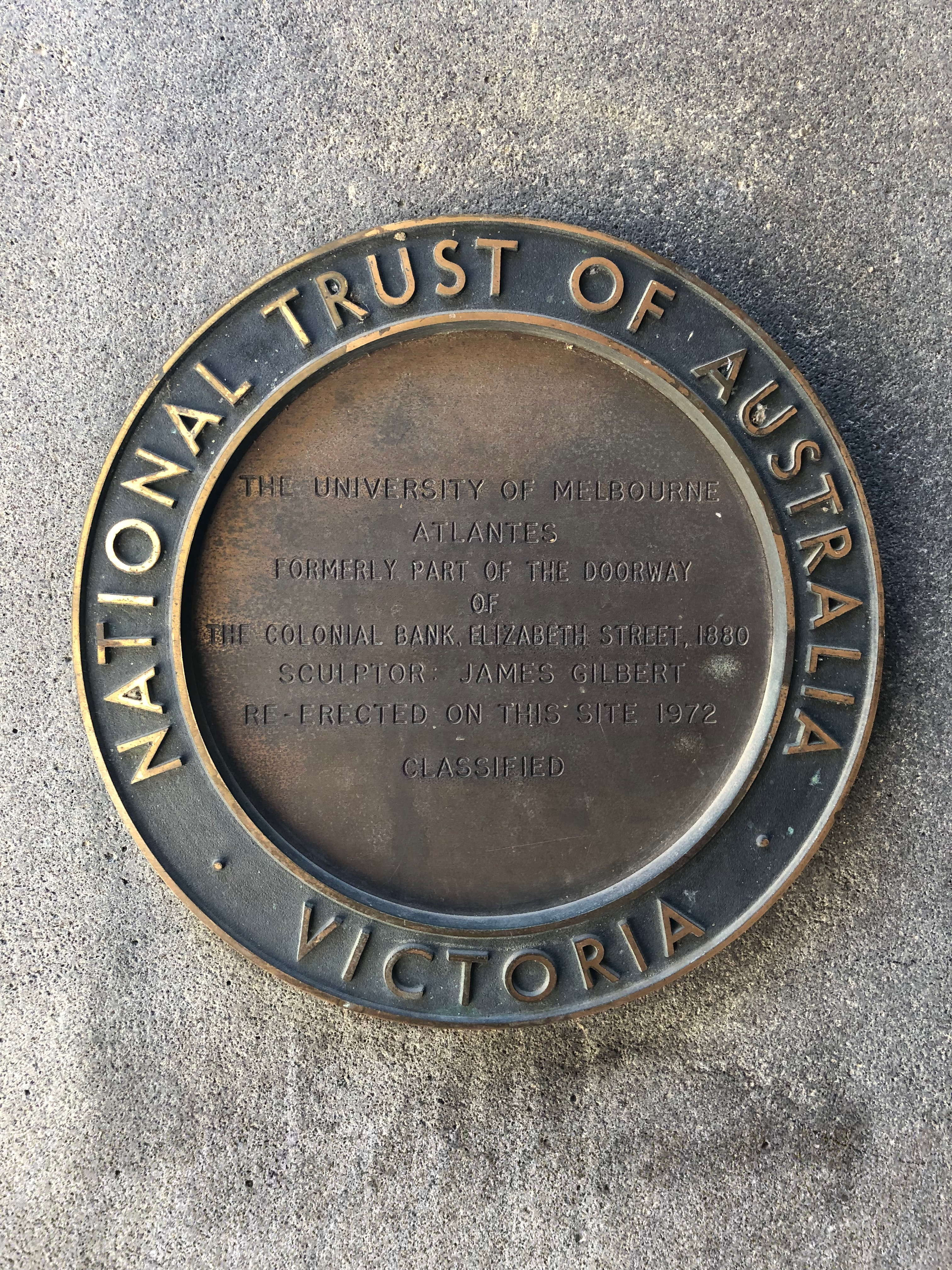
Plakette des National Trust von Victoria in Melbourne

Jeder Bundesstaat und jedes Territory regelt seinen regionalen Denkmal-, Natur- und Kulturschutz in eigener Verantwortung. Es sind dies
- National Trust ACT (Australian Capital Territory)[6]
- Nationa Trust NRW (New South Wales)
- National Trust NT (Northern Territory)
- National Trust QLS (Queensland)
- National Tust SA (South Australia)
- National Trust TA (Tasmania)
- National Trust VIC (Victoria)
- National Trust WA (Western Australia)